# Pellegrino Rossi

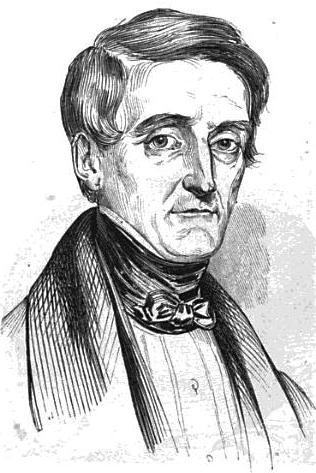
Pellegrino Rossi.

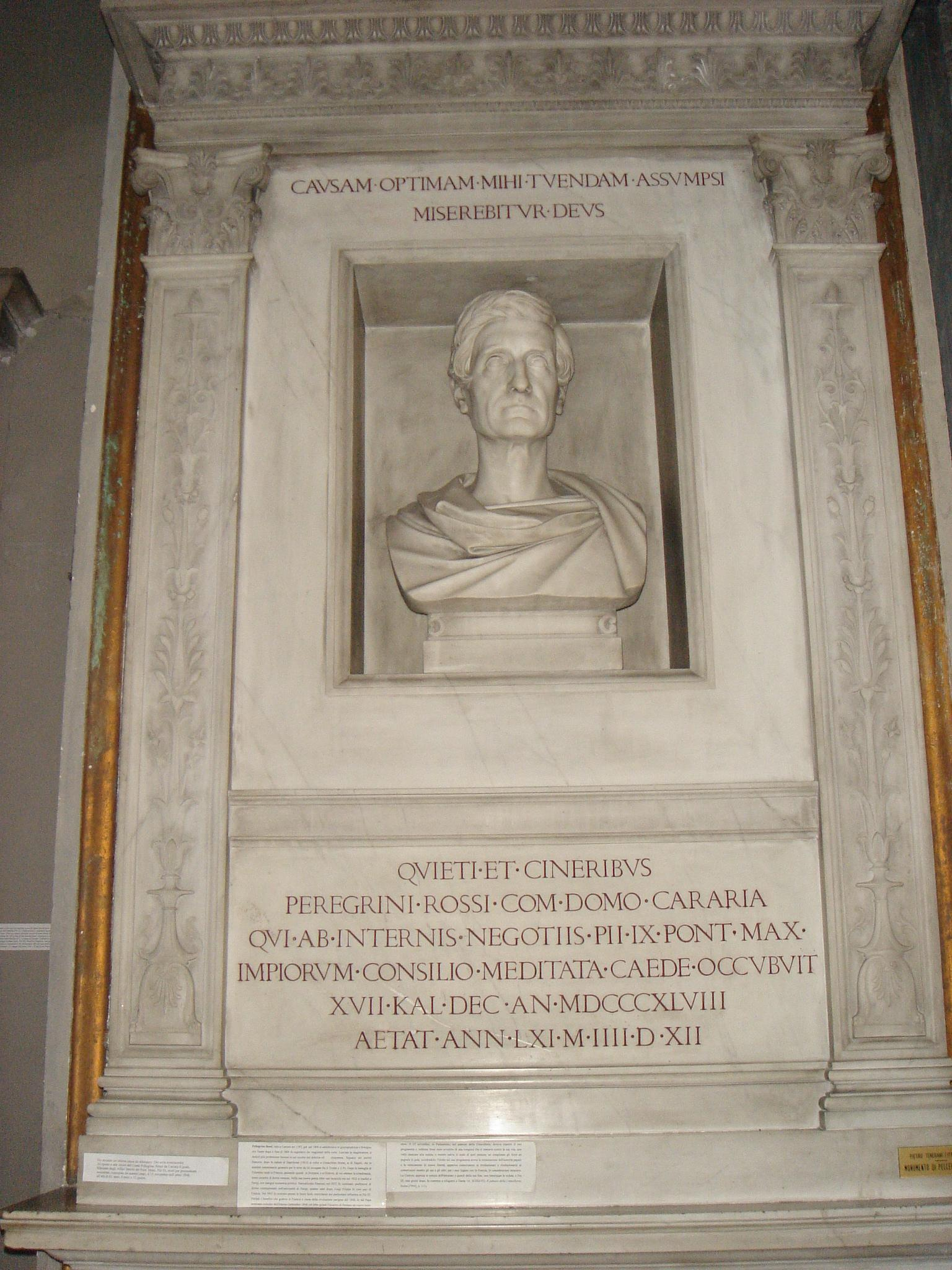
Pellegrino Rossis gravmonument i kyrkan San Lorenzo in Damaso i Rom, utfört av Pietro Tenerani.

Pellegrino Luigi Odoardo Rossi, född 13 juli 1787 i Carrara, död 15 november 1848 i Rom (mördad), var en italienskfödd greve, vetenskapsman och politiker. Han var en framträdande person i julimonarkin 1830, och var justitieminister i Kyrkostaten under Pius IX.

## Biografi
Rossi blev 1812 professor i straffrätt i Bologna. Anhängare av fransmännen som han var, flyttade han efter Joachim Murats fall 1815 till Genève, där han blev professor (1819) och ledare för de liberala i kantonens råd. År 1832 inlämnades till ett författningsutkast av Rossi, det så kallade "Charte Rossi". Då detta förkastades, lämnade han Schweiz, lät naturalisera sig som fransman och blev professor först i nationalekonomi vid Collège de France (1834), sedermera i statsrätt vid École de droit. Han nedlade sin professur, då han 1838 blev pär av Frankrike.
År 1840 blev han ledamot av conseil d'état och sändes 1845 som envoyé till Rom, där han följande år blev ambassadör. Vid denna tid utnämndes han till fransk greve. Sedan februarirevolutionen i Frankrike 1848 berövat honom hans ministerpost, kallades han till medlem i påve Pius IX:s kabinett och blev i september 1848 dess chef. Med kraft och skicklighet verkade han där för konstitutionella grundsatser och för ett italienskt statsförbund under påvens presidium; men han stötte överallt på förbittrade motståndare, och den 15 november 1848 mördades han på trappan till kammarens sessionssal. Pius IX lät resa en minnesvård över Rossi i Rom, och i Carrara restes hans staty 1876.
Rossis vetenskapliga huvudverk är Traité de droit pénal (1829; fjärde upplagan 1872), Cours de droit constitutionnel (1836) och Cours d'économie politique (fyra delar, 1840–1854; femte upplagan 1884), det sistnämnda väsentligen en framställning av Jean-Baptiste Says, Thomas Malthus och David Ricardos läror.